# الحنيكة (نهم)

تعديل مصدري - تعديل

الحنيكة هي إحدى قرى عزلة عيال غفير بمديرية نهم التابعة لمحافظة صنعاء، بلغ تعداد سكانها 147 نسمة حسب تعداد اليمن لعام 2004.